# Mother of the Year
«Mother of the Year» —en español: «Madre del año»— es el octavo episodio y episodio final de la primera temporada de la serie de televisión de drama Pose. Se emitió el 22 de julio de 2018, en FX. El episodio de 57 minutos, fue escrito por Ryan Murphy, Brad Falchuk y Steve Canals, y dirigido por Gwyneth Horder-Payton.

## Sinopsis
Blanca y Elektra se reúnen después de invitar y dar la bienvenida a Elektra a la Casa de Evangelista. Damon y Ricky audicionan con éxito para hacer una gira con Al B. Sure! como parte de su gira de baile, sin embargo Damon se queda para continuar sus estudios mientras Ricky se va de gira. Antes del Baile de la Princesa, Stan aparece y le ruega a Ángel que se lo lleve de vuelta, pero ella lo rechaza. Elektra logra reclutar dos nuevos miembros en la Casa de Evangelista, y Lil' Papi también regresa a la casa. La Casa de Ferocity reta a la Casa de Evangelista en el Baile de la Princesa, esta última gana y Blanca es coronada Madre del Año.

## Argumento
Blanca (MJ Rodriguez) descubre que Elektra (Dominique Jackson) trabaja en el mundo de stríperes, debido a, su situación económica y social muy mala, por lo que ha tenido que dormir en ciertos lugares, como un lugar de comidas rápidas o una banca, debido a su retraso en la renta. En una cafetería, Elektra le cuenta a Blanca que lo ha perdido todo, y que no sabe a dónde ir por lo que Blanca decide acogerla, hasta que su situación económica mejore.
Damon (Ryan Jamaal Swain) convence a Ricky (Dyllón Burnside), de participar de un casting para un vídeo de Al B. Sure!, afirmando, que Ricky baila genial gracias a los «balls», y que lo haría, si el se presenta con Damon. Blanca llega con Elektra dándole la bienvenida a la Casa de Evangelista, y haciendo que los chicos, desocupen la habitación para dársela a ella.
Pray Tell (Billy Porter) aparece, arreglandole un vestido a Blanca, también hablando, acerca del Baile de la Princesa, y de que a Blanca le preocupa la Casa de Ferocity, además de que se les unieron miembros como, Veronica (Bianca Castro), Florida (Leiomy Maldonado) y Goddess Aphrodite (Alexia Garcia). Blanca le anuncia a Pray que le ha encontrado una nueva pareja, que conoció hace una semana, llamada Keenan (Blake Morris).
Blanca va a New School for Dance y ve a la maestra de baile Helena St. Rodgers (Charlayne Woodard), preparando la clase, luego esta le anuncia a Blanca que Damon ha sido aprobado, y que tendrá su beca por segundo año, sintiéndose orgullosa de ella y el. Más tarde, Blanca sale con Elektra a buscarle empleo en una hostelería llamada Indochine, con el fin de ser recepcionista, llegando a ser contratada. En el casting Damon y Ricky audicionan y son seleccionados. 
Pray Tell y Keenan, van a cenar en Indochine, donde Keenan le cuenta que su pasión no es ser bartender, sino escultor y Pray Tell le revela que tiene VIH, y este decide apoyarlo, luego se besan. Angel le cuenta a Blanca, sus problemas sentimentales y Blanca le cuenta que también tiene VIH, luego en la cena cada uno se cuentan sus logros durante el año. Stan (Evan Peters) intenta convencer a Patty (Kate Mara) de volver a vivir en la casa, pero lo permite, con la intención de dejar de ser ejecutivo, conseguir un empleo más cerca y vender todas las cosas que lo relacionen. Luego Patty le cuenta que va a estudiar para sacar su maestría.
En el Baile de la Princesa, Candy (Angelica Ross) con Lulu (Hailie Sahar) humillan a Blanca insultandola, incinuando un desafío de casas entre Evangelista contra Ferocity, luego Electra la ayuda defendiendola, anunciando que participara con Evangelista e insultando a Candy y Lulu, y trayendose consigo mismo a Cubby, Lemar, y Lil Papi (Angel Bismark Curiel) a la casa de Evangelista, luego se lanza el desafío de casas, donde Evangelista gana. Damon le cuenta a Blanca que no ira a la gira aceptando la beca y que Ricky sí va a ir. Candy se enfada por no ganar un trofeo, y con tal de ganar uno, participa en una categoría que no es la adecuada y termina siendo humillada por Pray Tell y los jurados e incluso intenta pelearse con un juez y al final toda la casa de Ferocity abandona el lugar.
Stan intenta convencer a Angel de volver a estar juntos, diciéndole que abandonara a la esposa, conseguira otro empleo, pero Angel, lo rechaza, debido a que debe de estar con los hijos y que a ella no le gustan, y que debe de volver con su familia.
Pray Tell anuncia la categoría más importante, siendo la «Madre del Año», donde Blanca termina ganando el trofeo y ganándose la ovación en todo el lugar. Luego terminan en un restaurante celebrando con toda la casa de Evangelista, Pray Tell, Keenan y Helena.

## Elenco
| - MJ Rodriguez como Blanca Rodriguez - Dominique Jackson como Elektra Abundance - Billy Porter como Pray Tell - Indya Moore como Angel - Ryan Jamaal Swain como Damon Richards - Evan Peters como Stan Bowes - Charlayne Woodard como Helena St. Rogers - Dyllón Burnside como Ricky - Hailie Sahar como Lulu Abundance - Angelica Ross como Candy Abundance - Angel Bismark Curiel como Lil Papi - Kate Mara como Patty Bowes - Blake Morris como Keenan Howard | - Bianca Castro como Veronica - Jamie Choi como La camarera - Alexia Garcia como Aphrodite - Leiomy Maldonado como Florida - Jeremy McClain como Cubby - Jason A. Rodriguez como Lemar - Freddie Pendavis como él mismo - Sol Pendavis como él mismo - Justin Prescott como el coreógrafo del video - José Gutiérrez Xtravaganza como él mismo - Hector Xtravaganza como él mismo - Vivika como él mismo |

## Lanzamiento

### Marketing
El 15 de julio de 2018 se lanzó el tráiler de «Mother of the Year».

### Distribución
El episodio fue estrenado en España el 23 de julio de 2018 en HBO España. En Latinoamérica fue estrenado el 5 de octubre de 2018 y reemitido como nuevo episodio el 23 de noviembre de 2018 en Fox Premium Series.

## Recepción

### Audiencia
En su emisión original en Estados Unidos, «Mother of the Year» fue visto por 781.000 espectadores y obtuvo una cuota de audiencia de 0.3 entre los adultos de 18 a 49 años, según Nielsen Media Research. «Mother of the Year» obtuvo 371.000 espectadores y una cuota de audiencia de 0.1 en Live +3 para un total de 1.153 millones de espectadores y una cuota de audiencia de 0.4.

### Crítica
Kayla Kumari Upadhyaya de The A.V. Club le dio a Mother of the Year una A, diciendo «Pose es el antídoto revolucionario para ese sentimiento por lo que sus personajes no están totalmente definidos por sus traumas».

### Premios y nominaciones
El episodio fue nominado a un Premio Gold Derby en la categoría Mejor episodio de drama.